# 2016 en sport automobile
Chronologie du Sport automobile
2015 en sport automobile - 2016 en sport automobile - 2017 en sport automobile

## Par mois

### Mai
- 29 mai : 500 miles d'Indianapolis 2016[1]

### Juin
- 18 au 19 juin : 24 Heures du Mans 2016[2]